# Joseph Schreieder
Joseph Schreieder (München, 15 augustus 1904 – aldaar, 24 december 1990) was een Duitse politiefunctionaris en SS'er.
Gedurende de Tweede Wereldoorlog was hij SS-Sturmbannführer en Kriminaldirektor van het Referat (afdeling) IV E van de Gestapo in Den Haag. Samen met majoor Hermann Giskes, hoofd van de afdeling Abwehr IIIF (militaire inlichtingendienst), was hij een van de belangrijkste figuren van het Englandspiel (Operatie Nordpol).

## Voor de oorlog
Na afronding van zijn studie aan de Luitpold Oberrealschule (1915-1921) te München, trad Schreieder in dienst als klerk bij een advocatenkantoor in München. Hij werkte hier tot begin mei 1923. Op 23 mei 1923 startte zijn politiecarrière met de indiensttreding bij de “Polizeidirektion” München. In de periode tot aan april 1932 doorliep hij diverse functies waarna hij op deze datum toetrad tot de politieke afdeling van de Münchense politie.
Op 15 augustus 1934 werd Schreieder lid van de SS en verkreeg de rang van Scharführer (sergeant). Vermoedelijk werd hij lid om zijn carrièremogelijkheden te vergroten. Hij volgde diverse politieopleidingen en promoveerde vervolgens tot respectievelijk Kriminal-Inspector, Kriminal-Kommissar en Kriminal-Director. In de periode van 1935 tot 1940 bekleedde Schreieder functies als hoofd van de grenspolitie in Lindau en Bregenz en vanaf 1 mei 1940 als hoofd van de afdeling III Stapo (Gestapo) in Innsbruck.
Op 1 november 1939 werd Schreieder bevorderd tot de SS-rang van Untersturmführer (tweede luitenant).

## Tijdens de oorlog
Op 15 augustus 1940 werd Schreieder uitgestuurd naar het bezette Nederland als Kriminaldirektor van het Referat IV E te Den Haag. Met haar 23 werknemers was deze afdeling de landelijk werkende contraspionagedienst van de Gestapo. Voor hun contraspionageactiviteiten, bekend onder de naam Englandspiel, maakte Schreieder vooral gebruik van informatie verkregen via de arrestatie van een zestigtal geallieerde spionnen, en van zogenoemde Vertrauensmänner zoals Anton van der Waals, die in verzetsgroeperingen zoals in die van Johannes Klingen infiltreerden. Schreieder slaagde erin onopgemerkt valse berichten richting de regering in Londen te telegraferen. Eind 1942 werd hij als chef van Referat IV E vervangen, waarna hij zich concentreerde op het oprollen van verzetsgroeperingen die hun eigen zenders in elkaar hadden geknutseld. Hij werd overgeplaatst naar Zeist (juli 1944) en Zwolle (september 1944). In de laatste maanden werkte hij nog te Haren, Groningen en Den Haag.

## Na de oorlog

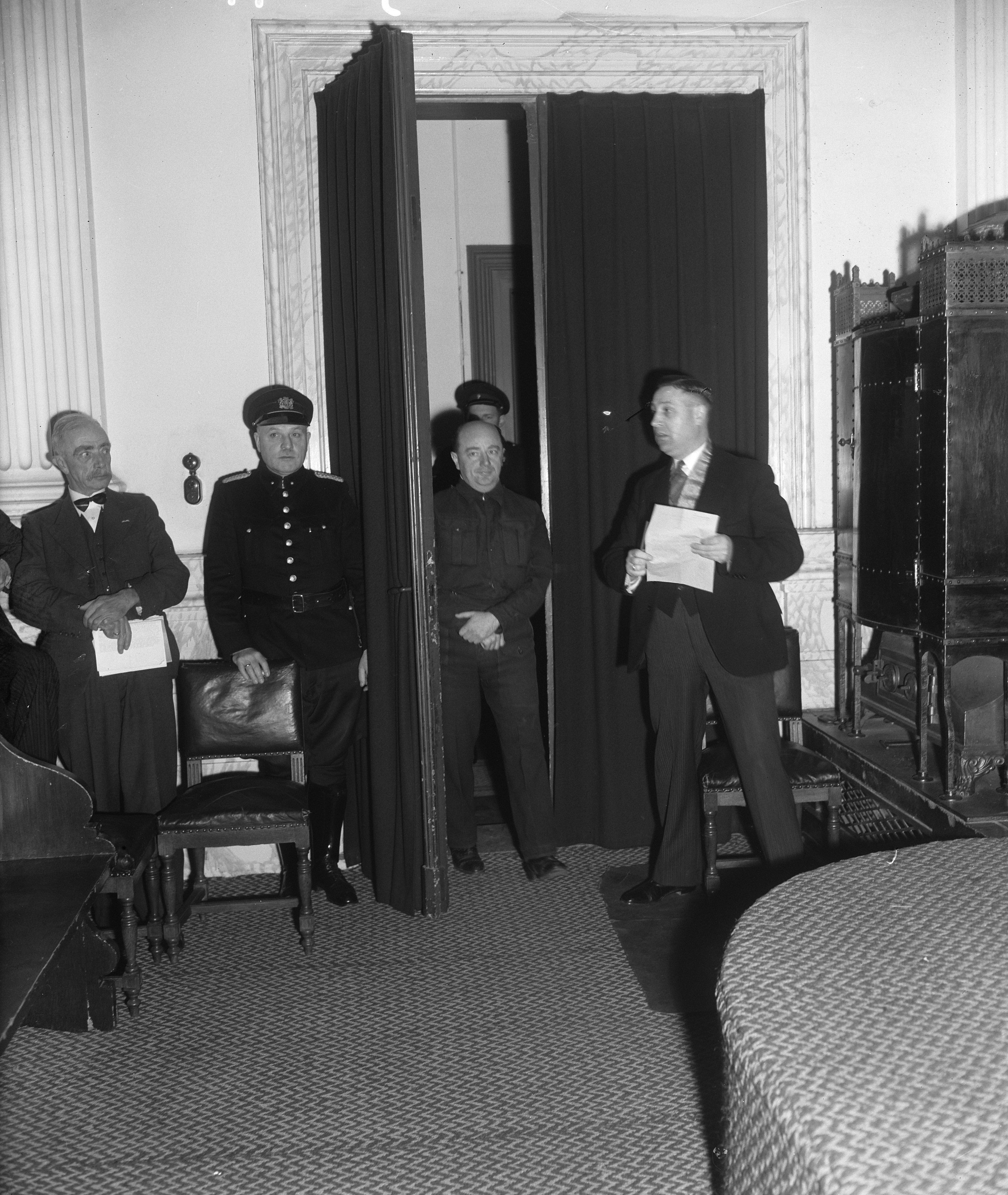
Schreieder tijdens zijn beroepsprocedure in 1949 te Leeuwarden

Schreieder werd gearresteerd bij de bevrijding, berecht door een Bijzonder Gerechtshof maar in juli 1948 buiten vervolging gesteld. Na een beroepsprocedure werd hij in 1949 vrijgelaten. 
Schreieder kreeg daarna een functie als Oberregierungsrat van Beieren.
Eind jaren vijftig werkte Schreieder bij Radio Free Europe, een nieuwszender gesteund door de CIA die het communistische Oost-Europa van 'ongecensureerd' nieuws moest voorzien. Hij werkte er met 'Soldaat van Oranje' verzetsstrijder Erik Hazelhoff Roelfzema, die hij eerder had bejaagd. 
Na 1955 was Schreieder lid van het Landesamt für Verfassungsschutz, waar hij jacht maakt op spionnen (voornamelijk uit de DDR en andere Oostbloklanden). Tevens was hij in deze jaren onder de naam Cabolt informant voor de CIA.
Na 1959 lijkt ieder spoor van Schreieder te ontbreken. Joseph Schreieder is op 24 december 1990 in München overleden. In ieder geval had de Zwitserse historicus Stefan Keller voor zijn boek over Paul Grüninger contact met de vrouw van Schreieder en was, op het moment van contact, Joseph Schreieder reeds overleden. Het bewuste boek verscheen in 1993.

## Carrière
- SS-Oberscharführer: 1 november 1936[4]
- SS-Untersturmführer: 1 november 1939[4]
- SS-Hauptsturmführer: 1 november 1942[4]
- SS-Sturmbannführer: 1 november 1943[4]

## Lidmaatschapsnummers
- NSDAP-nr.: 3 970 994 (lid geworden in 1937)
- SS-nr.: 107 184 (lid geworden 1934)

## Onderscheiding
- Kruis voor Oorlogsverdienste, 1e Klasse  en 2e Klasse met Zwaarden[4]